# Trolleybus de Miass
Le trolleybus de Miass (en russe : Миасский троллейбус) est un des systèmes de transport en commun de Miass, dans l'oblast de Tcheliabinsk, en Russie.